# Simmerring

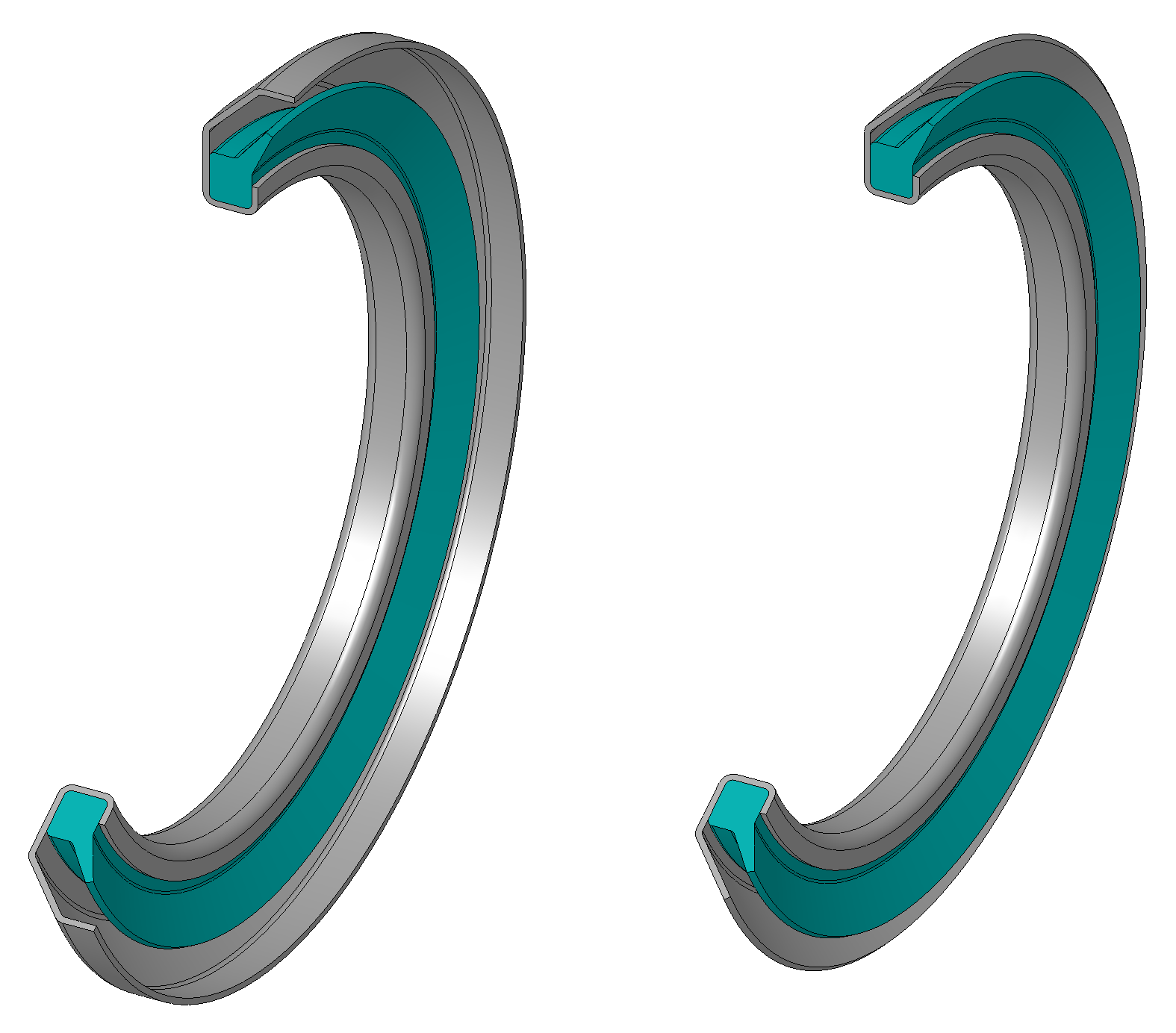
Budowa simmerringu: po lewej typ 9RB, po prawej typ RB

Simmerring (niem. pierścień Simmera; w Polsce spotykana jest też pisownia simmering) – pierścień wykonany z gumy, usztywniony metalową wkładką, czasem obudowany blaszaną pokrywą. Stosowany do uszczelniania elementów obrotowych pracujących np. w smarze, oleju, paliwie lub wodzie, zwykle przy ciśnieniach do 0,1 MPa (1 atm.), w zakresie temperatur od -30 do +110 °C.
Simmerringi są również często spotykanym uszczelnieniem na połączeniach przesuwanych.